# Arucas
Arucas es una ciudad y municipio español perteneciente a la isla de Gran Canaria, en la provincia de Las Palmas, comunidad autónoma de Canarias.
Destaca dentro de su patrimonio histórico-artístico la iglesia de San Juan Bautista, conocida popularmente como la catedral de Arucas.

## Toponimia
El municipio toma su nombre de su capital, que deriva del topónimo aborigen con el que los canarios designaban a esta zona.
El cronista Andrés Bernáldez da como variante de este término Arehucas, diciendo que era una de las poblaciones que tenían los canarios antes de la conquista castellana.
Para el profesor Juan Álvarez Delgado sería traducido como 'el lugar de la cresta' o 'la trenza', en alusión a la montaña de Arucas.

## Símbolos
Arucas posee escudo heráldico y bandera municipal oficiales.

### Escudo
El escudo fue aprobado Decreto de 21 de mayo de 1954, siendo:

Escudo cortado. Primero, de oro, una colmena con abejas; segundo, de gules, a la diestra, un magado cruzado en aspa sobre una espada, ambos en su color, y a la siniestra una espada cruzada en aspa sobre un magado, ambos en su color. Bajo la punta, cinta de plata con el lema «Ora et Labora» en letras de sable. Al timbre, corona real abierta.

### Bandera
Por su parte, la bandera municipal fue aprobada por la Consejería de Presidencia y Turismo el 6 de marzo de 1995. Su descripción es:

El paño será de la proporción 2:3, distribuido por mitad vertical, en Campo Amarillo Oro al Asta, y Verde Esmeralda al Batiente. Centrado el Campo Amarillo Oro, Escudo Heráldico de Arucas en sus Esmaltes Originales, Filiteado de Negro. Deberá tener una proporción de 2:4 con relación al alto de dicho Campo, que es el Paño de la Bandera. El Asta, cilíndrica, cinada o rematada con plomo. En madera, para ser izada en edificios públicos, y tubular en metal dorado, de iguales características, para presidir los actos corporativos.

## Geografía

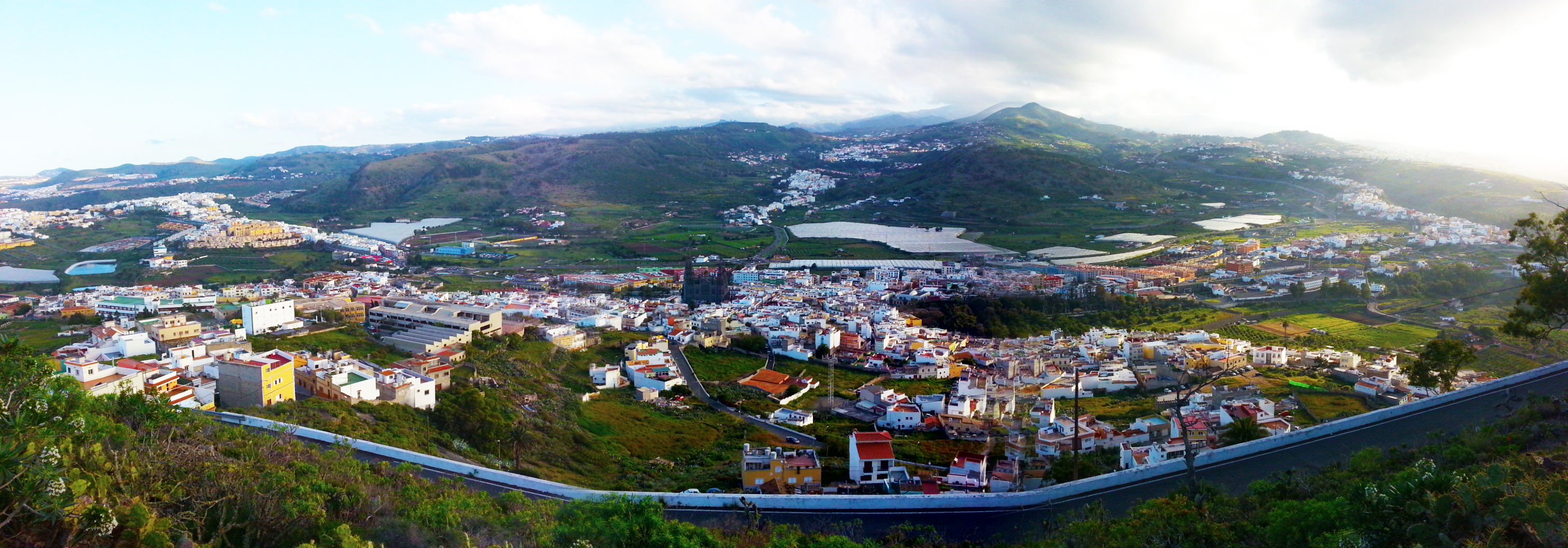
Vista panorámica de la ciudad

El municipio se sitúa en el norte de la isla de Gran Canaria, a una distancia de 17 kilómetros de la capital insular.
Limita con los municipios de Moya, Firgas, Teror y Las Palmas de Gran Canaria.
Posee una superficie de 33,01 km², siendo uno de los diez municipios menos extensos de la isla.
La cabecera municipal, que se halla al pie de la montaña de Arucas, se encuentra a 240 m s. n. m., localizándose la altitud máxima del municipio a 757,6 m s. n. m. en la elevación conocida como El Cabezo.

### Clima
Arucas posee un clima seco semiárido cálido, según la clasificación de Köppen.
La temperatura media anual es de 19.6 °C, siendo el mes más cálido agosto con una temperatura media de 22.8 °C, y el más frío enero con 16.3 °C.
Posee un promedio de precipitaciones de 210 mm al año, siendo el mes más lluvioso noviembre con 43 mm, y los más secos julio y agosto con 1 mm.

### Geología
La capital municipal está asentada sobre un valle, originariamente suelo marino que al surgir el volcán de la Montaña de Arucas fue cerrado formando una laguna.

### Zonas protegidas
Arucas posee una pequeña superficie protegida incluida en el parque rural de Doramas de la Red Canaria de Espacios Naturales Protegidos.

### Comunicaciones
- GC-3, comunica el municipio con Las Palmas de Gran Canaria y Telde
- GC-2, comunica el municipio con Las Palmas de Gran Canaria y la zona norte (Moya, Guía, Gáldar, Agaete y futuramente La Aldea de San Nicolás)
- GC-330, que comunica al centro urbano con la zona costera del municipio (El Puertillo, Bañaderos, etc.)
- GC-300, comunica el municipio con Firgas
- GC-20, comunica el municipio de una forma más rápida con Firgas
- GC-43, comunica el municipio con Teror
- GC-301, comunica el municipio con el barrio de Cardones y Transmontaña

## Historia
Arucas fue reconstruida en 1480 después de haber sido totalmente destruida en 1478. Desde el siglo XV, el principal cultivo de la zona de Arucas fue la caña de azúcar. Una de las características principales de lo que hoy es Arucas es su fábrica de ron. Arucas tiene el auge de la demanda de cochinilla en la segunda mitad del siglo XIX.
En 1894 alcanza la categoría de ciudad por gracia de la entonces reina regente María Cristina de Habsburgo-Lorena, en mérito a su crecimiento y laboriosidad.

## Demografía

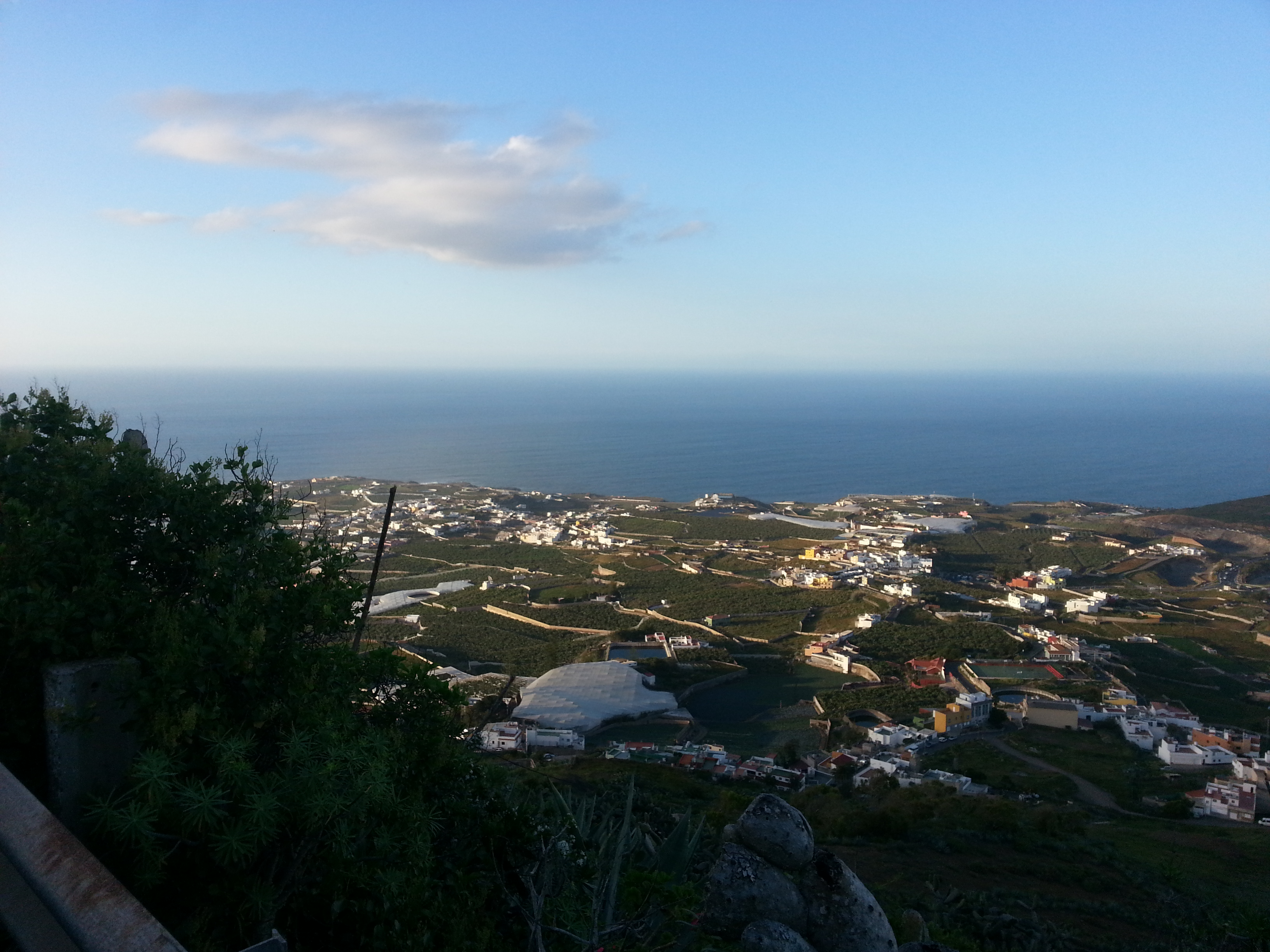
Cultivo de plataneras desde la montaña de Arucas

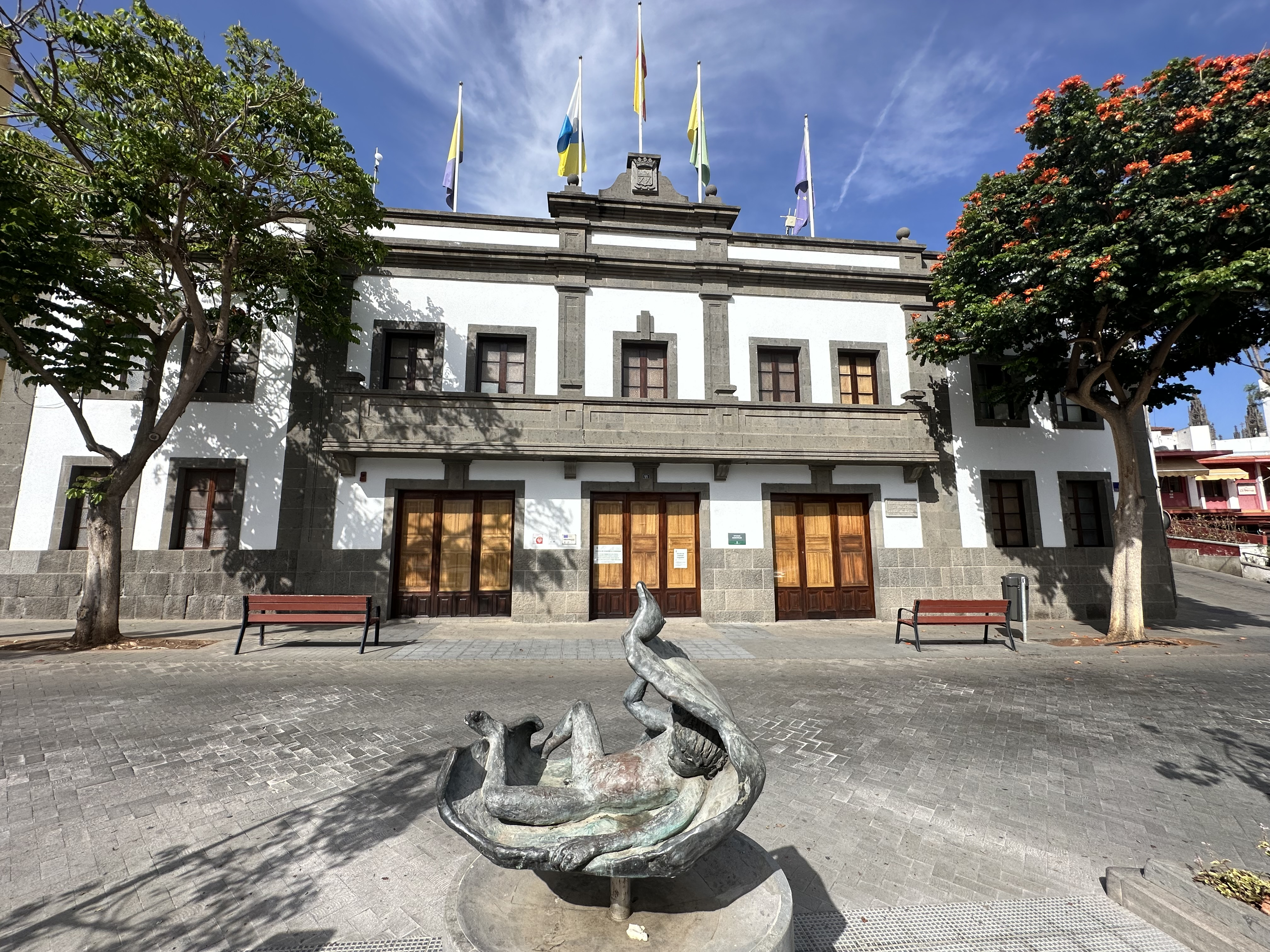
Ayuntamiento de Arucas

Arucas cuenta con una población de 38 936 habitantes (INE 2024).
| Gráfica de evolución demográfica de Arucas entre 1842 y 2021                                                        |
| |
| Población de derecho según los censos de población del INE Población de hecho según los censos de población del INE |

## Economía
La agricultura ha sido desde siempre la principal riqueza económica de Arucas, destacando hoy día las amplias vegas de cultivo de plátanos.
En este municipio se elabora el ron miel, procedente de la caña de azúcar.

## Administración y política

### Gobierno municipal
Actualmente, el municipio está gobernado por el Partido Socialista Obrero Español, con Juan Jesús Facundo Suárez a la cabeza desde 2019.
| Partido político                         | 2023  | 2023  | 2023       | 2019                  | 2019                  | 2019                  | 2015  | 2015  | 2015       | 2011  | 2011  | 2011       | 2007  | 2007  | 2007       |
| Partido político                         | %     | Votos | Concejales | %                     | Votos                 | Concejales            | %     | Votos | Concejales | %     | Votos | Concejales | %     | Votos | Concejales |
| Partido Socialista Obrero Español (PSOE) | 38,31 | 7121  | 9          | 36,08                 | 6785                  | 9                     | 22,15 | 4300  | 5          | 24,73 | 4775  | 6          | 37,78 | 7385  | 9          |
| Partido Popular (PP)                     | 15,55 | 2892  | 4          | 14,09                 | 2650                  | 3                     | 15,15 | 2941  | 4          | 30,63 | 5915  | 7          | 25,80 | 5042  | 6          |
| Nueva Canarias (NC)                      | 11,09 | 2063  | 2          | 14,13                 | 2658                  | 3                     | 11,49 | 2230  | 3          | 9,40  | 1816  | 2          | 5,13  | 1002  | 1          |
| Vox                                      | 9,08  | 1689  | 2          | —                     | —                     | —                     | —     | —     | —          | —     | —     | —          | —     | —     | —          |
| Unidos por Gran Canaria (UxGC)           | 7,96  | 1481  | 2          | Con Coalición Canaria | Con Coalición Canaria | Con Coalición Canaria | —     | —     | —          | —     | —     | —          | —     | —     | —          |
| Coalición Canaria (CC)                   | 7,74  | 1440  | 1          | 11,11                 | 2090                  | 2                     | 17,51 | 3399  | 4          | 19,99 | 3861  | 4          | 21,91 | 4283  | 5          |
| Podemos-Sí Se Puede                      | 5,17  | 961   | 1          | 11,43                 | 2150                  | 2                     | 8,88  | 1724  | 2          | —     | —     | —          | —     | —     | —          |
| Agrupación de Electores Con Arucas       | —     | —     | —          | —                     | —                     | —                     | 7,26  | 1409  | 1          | 8,49  | 1640  | 2          | —     | —     | —          |

### Organización territorial
El municipio se divide en los siguientes barrios y sus respectivos núcleos:
- Arucas (capital municipal): El Angostillo, Arucas (casco), Camino de la Cruz Alto, El Cerrillo, La Fula, La Goleta, El Hornillo Alto, Hoya de San Juan, Lomo de San Pedro, El Matadero, Montaña de Arucas, La Montañeta y El Terrero.
- Bañaderos: Bañaderos, La Cuestilla, Escaleritas y El Risco.
- Cardones: Cardones, La Dehesa, Lomo Espino, La Montaña, El Perdigón, El Carril, El Hornillo Bajo y El Lomito.
- Los Castillos: Los Altabacales, Los Castillos, Fuente del Laurel, La Pedrera, Los Peñones y El Picacho.
- Juan XXIII: Hoya de Ariñez, Juan XXIII y Puente de Arucas.
- Los Portales: El Arco, Mirador de Los Portales y Los Portales.
- San Andrés: El Peñón, Quintanilla, San Andrés y El Tarahal.
- Santidad: La Guitarrilla, Lomo de Arucas, Lomo Grande, Las Palmeras, San Francisco Javier, San Gregorio, Santidad Alta, Santidad Baja y Urbanización San Francisco Javier.
- Trapiche: Lomo de Quintanilla, La Palmita, Los Palmitos y Trapiche.
- Trasmontaña: Camino de la Cruz Bajo, El Carril, Los Castillejos, Las Chorreras, El Guincho, El Hornillo Bajo, El Lomito y Trasmontaña.
- Visvique: Barreto, Santa Flora, La Solana, Virgen del Pino y Visvique.
- Tinocas.
- El Puertillo: El Puertillo y Tanasio.
- Tres Barrios: Cardonal, Cruz de Pineda, Hinojal, La Hondura, Las Hoyas del Cardonal, Llano Blanco y Lomo Ramírez.

## Patrimonio

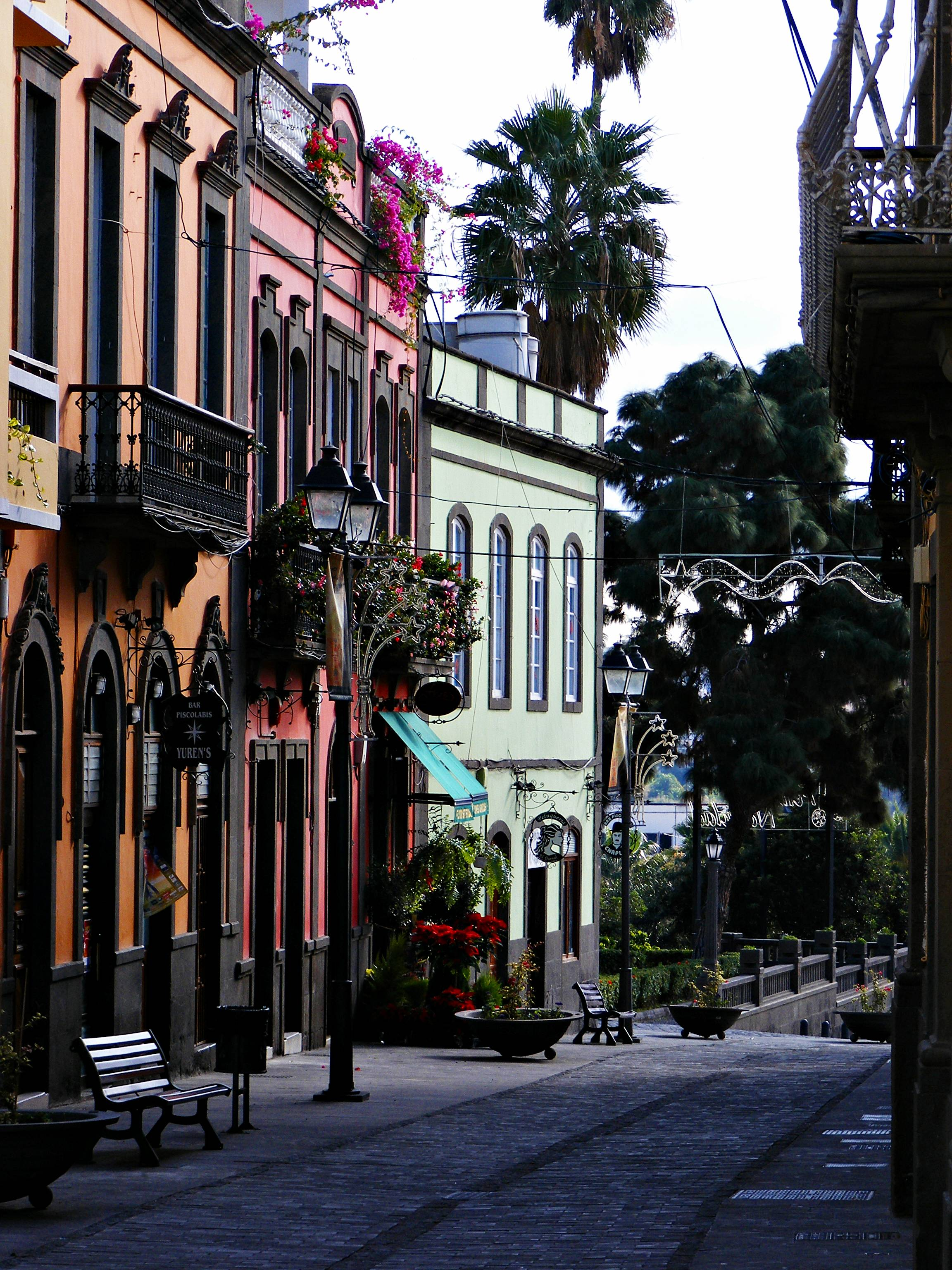
Casco antiguo de Arucas: calle de León y Castillo

El término municipal cuenta con varios elementos patrimoniales de valor:
Arqueológico
- Las Cueveras de Tenoya
- La Cerera

Religioso
- Iglesia de San Juan Bautista (BIC). Su configuración inicial data del siglo xvii. La iglesia actual fue levantada en estilo neogótico de nueva planta a principios del siglo xx. En su interior guarda un considerable tesoro artístico, con piezas escultóricas de procedencia italiana, pinturas flamencas y de la escuela andaluza, y obras de Cristóbal Hernández de Quintana.[17]

Civil

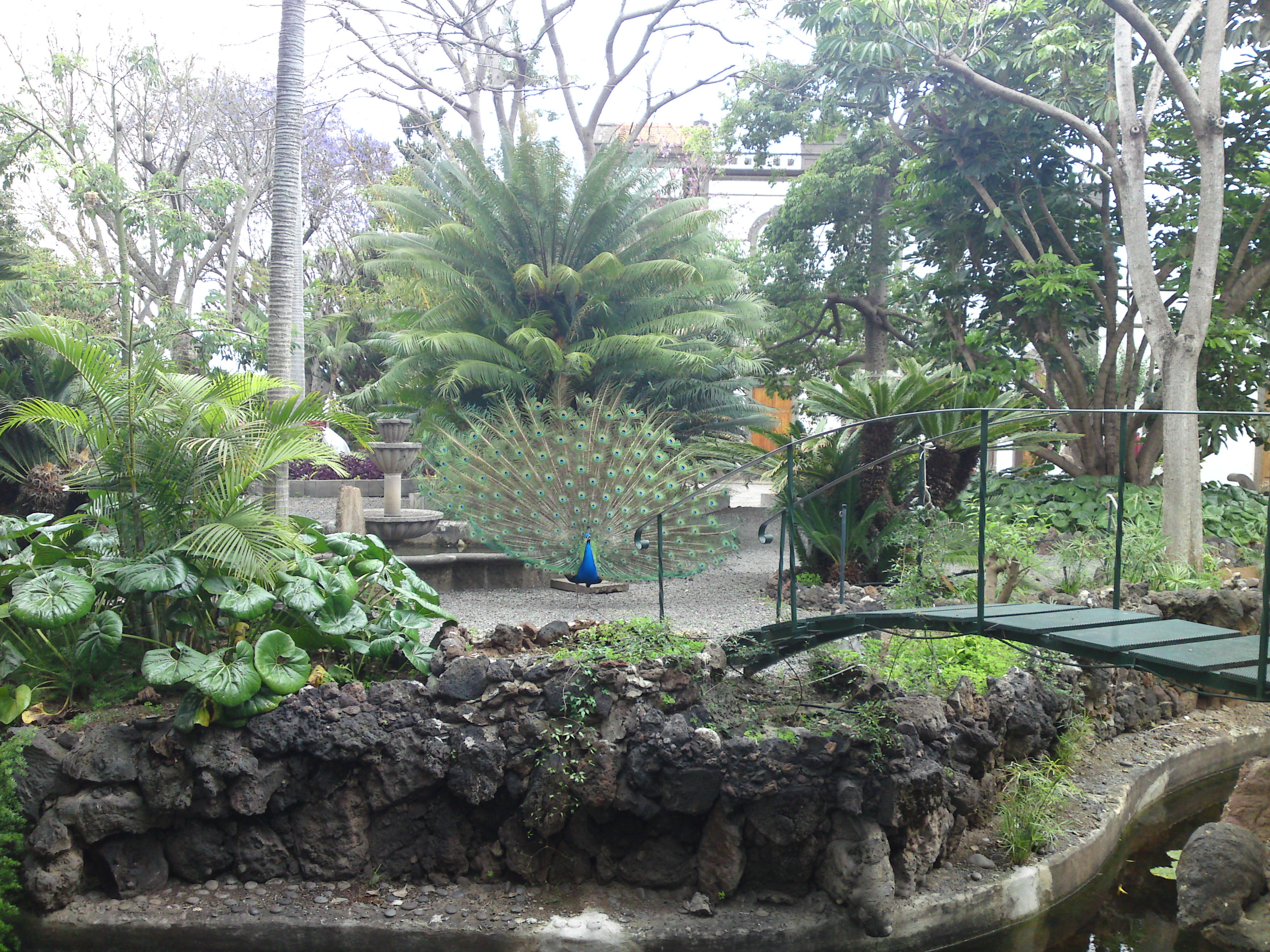
Jardín botánico conocido como jardín de la Marquesa de Arucas

- Casco antiguo de la ciudad de Arucas (BIC), destacando el edificio del ayuntamiento, la Casa Gourié, la Casa de la Cultura o la antigua capellanía
- Casa y jardín del Marquesado de Arucas (BIC)
- Pozos de los Desaparecidos en la guerra civil española (BIC)
- Heredad de Aguas de Arucas y Firgas (BIC)
- Fábrica de ron Arehucas
- Pozo del Pino
- Canteras del Cerrillo
- Presas del Pinto
- Salinas del Bufadero
- Conjunto de Riquiánez, con estanques de barro, hornos de teja y eras

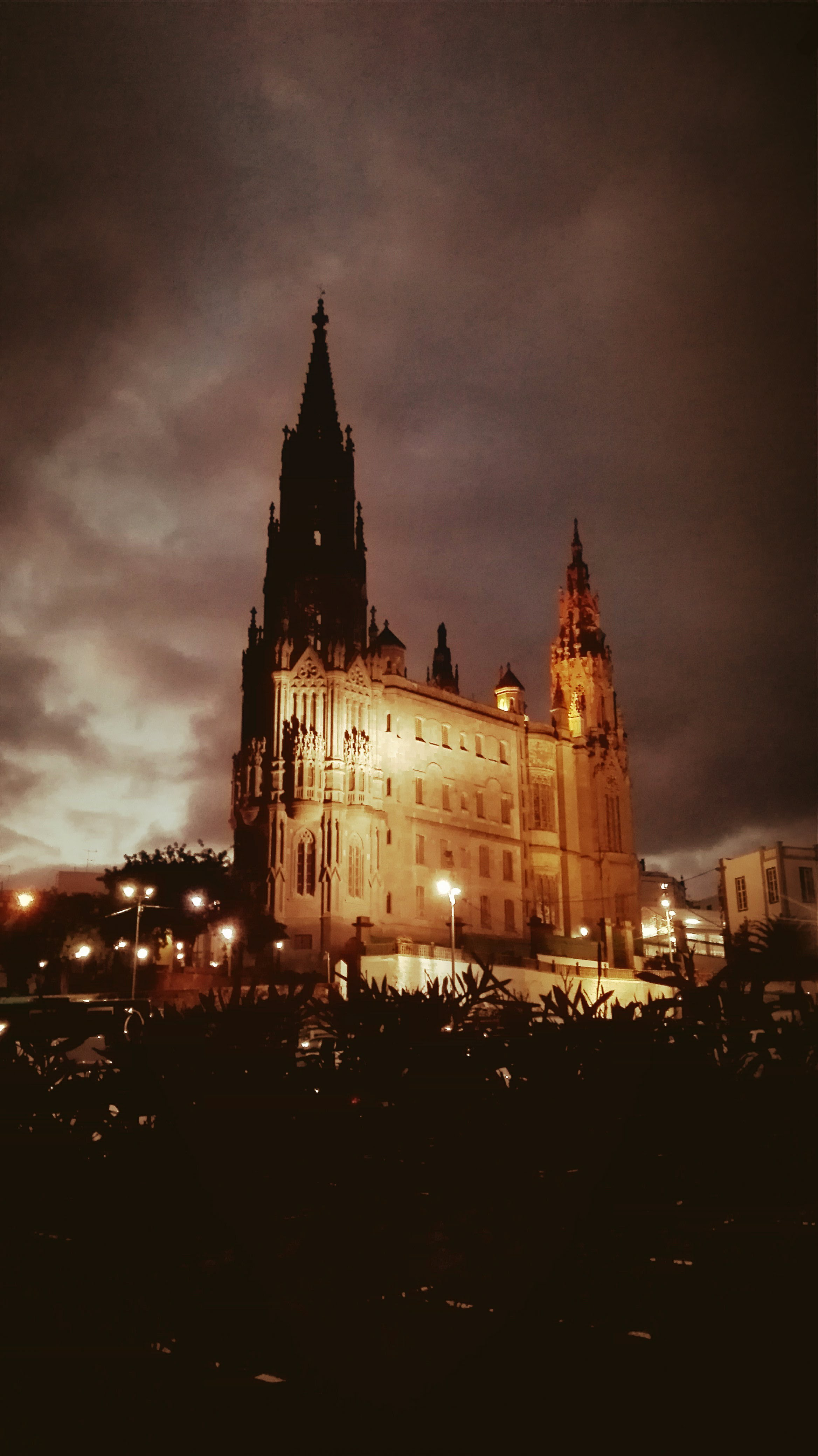
Iglesia de San Juan Bautista